# Rippl-Rónai Múzeum
A Rippl-Rónai Múzeum (teljes nevén: Rippl-Rónai Vármegyei Hatókörű Városi Múzeum) Somogy vármegye és az ország egyik legjelentősebb múzeuma, Kaposváron a Fő utca 10. (a vármegyeháza épületében) és a Fő utca 101. szám alatt található.

## Története
A Somogyvármegyei Régészeti és Történeti Társulat 1877-ben alakult. Régészeti és történeti anyagot gyűjtött, amelyből Gönczi Ferenc (1861–1948) néprajzkutató formált múzeumi egyesületi anyagot 1909-ben. Az anyag néprajzi anyagon túl képzőművészeti anyaggal is gyarapodott – ide került az 1355 darabból álló Rippl-Rónai hagyaték, amely 976 festményt is magába foglalt. Az egyesület anyagát 1936-ban nyilvánították közgyűjteménynek Gróf Széchenyi István Múzeum néven. Az intézmény igazgatója 1948-ban bekövetkezett haláláig Gönczi Ferenc volt.
1951-ben nevezték el a múzeumot Rippl-Rónai József kaposvári festőművészről. Egy időben 39 intézménye volt megyeszerte, amelyekből a rendszerváltás után 13 maradt meg. A gyűjteménynek sokáig a volt Vármegyeháza klasszicista épülete adott otthont, amely 1828 – 1832 között Török Ferenc tervei alapján épült, ám amikor 2011 végén a megye önkormányzata visszaköltözött az egykori Vármegyeházba, a múzeum egy része áttelepült a Fő utca 101-be.
2017. december 29-től 2018. január 21-ig a Seuso-kincseket bemutató, az Anker-házban elhelyezett vándorkiállítást több mint 22 300-an tekintették meg, ami rekordot jelent a múzeum történetében.

## Állandó kiállításai[4]
- Afrika vadvilága: Afrika élővilágát bemutató tárlat
- „Somogyi Kincsestár” – Néprajzi Látványraktár
- Rippl-Rónai Ödön Gyűjteménye: képző- és iparművészeti kiállítás
- Fejezetek Somogy Néprajzából
- Fényes ezüstök és aranyak Somogyországból: régészeti, numizmatikai kiállítás
- Kincsek Somogy földjéből: régészeti kiállítás
- Természeti örökségünk: természettudományi kiállítás
- Karó közt a potyka: néprajzi kiállítás